# تیم ملی والیبال مردان کره جنوبی
تیم ملی والیبال مردان کره جنوبی نماینده کره جنوبی در مسابقات بین المللی والیبال و مسابقات دوستانه است. این تیم سابقه هشت بار حضور در بازیهای المپیک دارد که بهترین عملکردشان در المپیک ۱۹۸۴ لس آنجلس بود.

## تاریخچه مسابقات
| والیبال در بازیهای المپیک تابستانی | والیبال در بازیهای المپیک تابستانی |
| سال                                | جایگاه                             |
| ---------------------------------- | ---------------------------------- |
| ۱۹۶۴                               | دهم                                |
| ۱۹۶۸                               | راه نیافت                          |
| ۱۹۷۲                               | هفتم                               |
| ۱۹۷۶                               | ششم                                |
| ۱۹۸۰                               | راه یافت اما شرکت نکرد             |
| ۱۹۸۴                               | پنجم                               |
| ۱۹۸۸                               | یازدهم                             |
| ۱۹۹۲                               | نهم                                |
| ۱۹۹۶                               | نهم                                |
| ۲۰۰۰                               | نهم                                |
| ۲۰۰۴                               | راه نیافت                          |
| ۲۰۰۸                               | راه نیافت                          |
| ۲۰۱۲                               | راه نیافت                          |
| ۲۰۱۶                               | راه نیافت                          |
| ۲۰۲۰                               | راه نیافت                          |